# خیابان هرتسل (تل آویو)

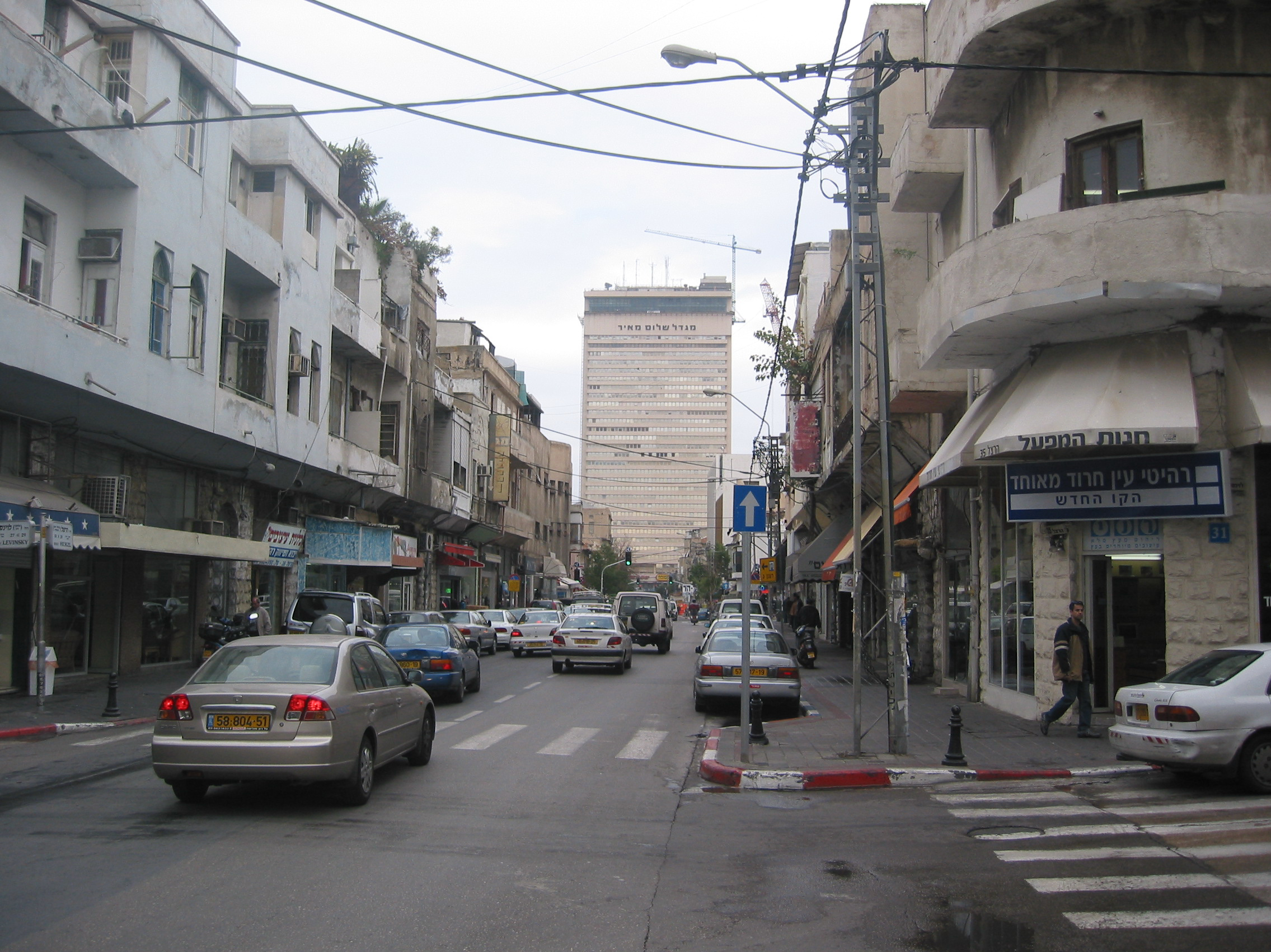
خیابان هرتسل بر روی ترافیک یک‌طرفه است.

خیابان هرتسل (عبری: רחוב הרצל) نام یکی از خیابان‌های مرکزی تل آویو، اسرائیل است. خیابان هرتسل از دو سوی، به بلوار روتشیلد و خیابان احد هعام منتهی می‌شود. این خیابان به افتخار تئودور هرتسل، نام‌گذاری شده‌است.
در سال ۱۹۶۲ میلادی، برج تجاری ۳۴ طبقه شالوم مئیر که در آن‌زمان بلندترین برج تجاری خاورمیانه بود، در انتهای خیابان هرتسل ساخته‌شد.

## نگارخانه

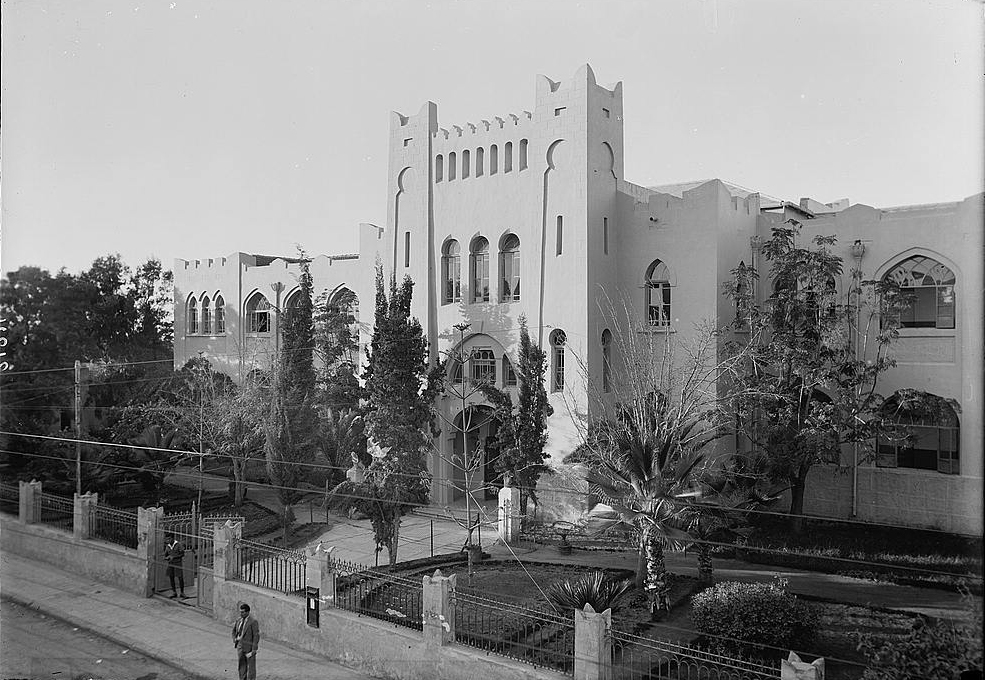
ژیمناسیوم عبری هرتزلیا در سال ۱۹۲۲
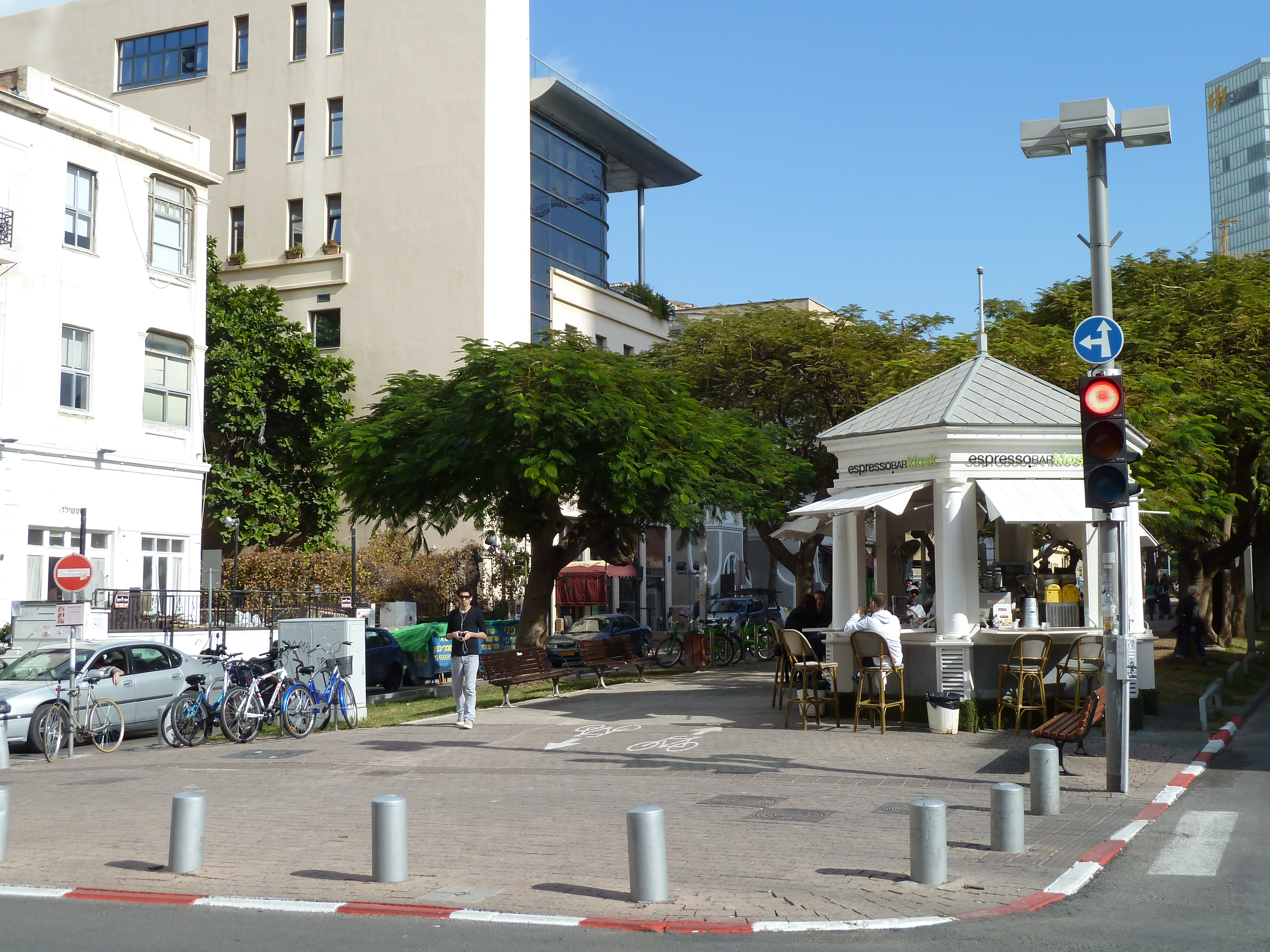
تقاطع بلوار روتشیلد و خیابان هرتسل
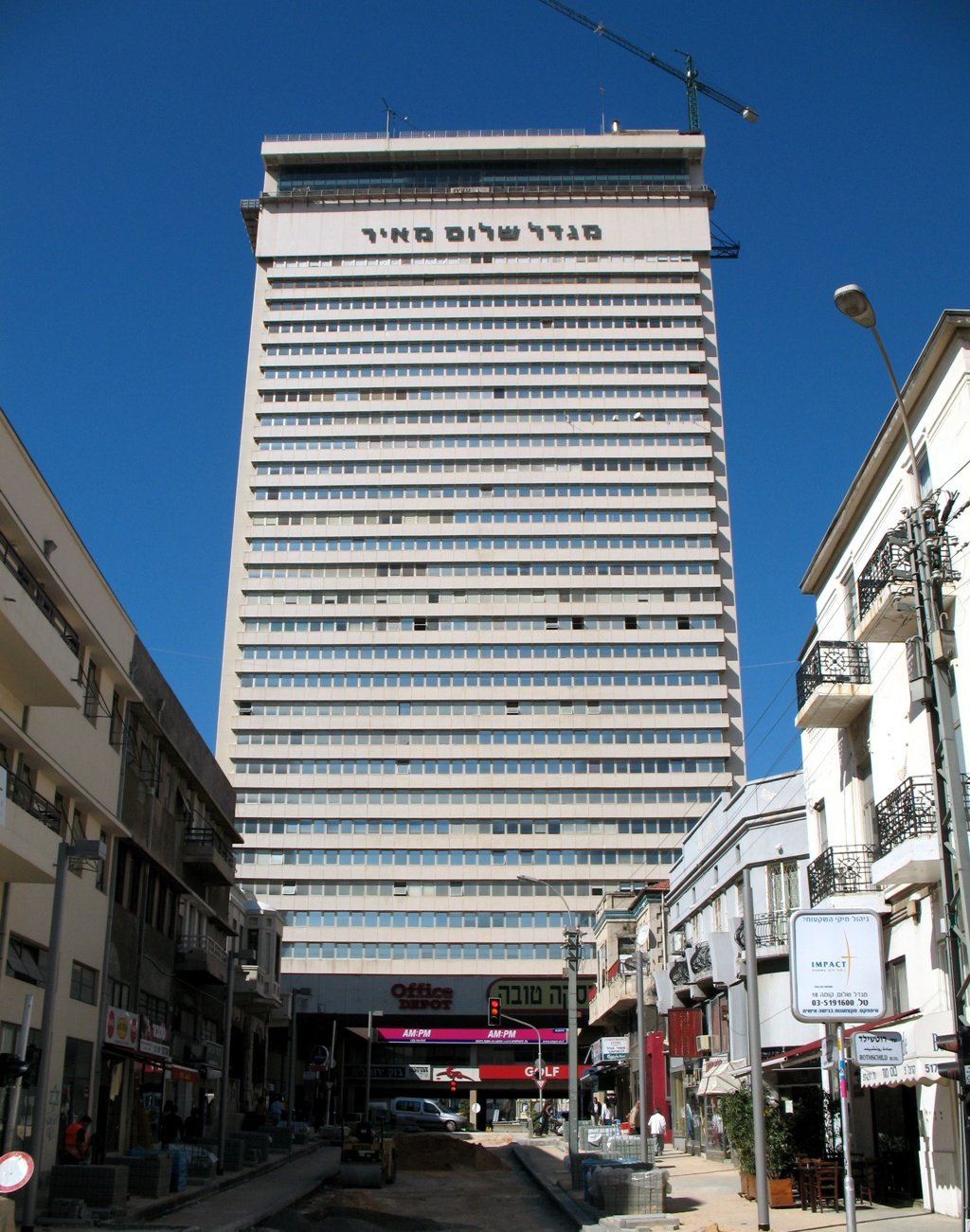
برج شالوم مئیر در منتهی خیابان هرتسل